# Сельское поселение Мордово-Аделяково
Сельское поселение Мордово-Аделяково — упразднённое муниципальное образование в Исаклинском районе Самарской области. Административный центр — село Мордово-Аделяково.
Численность населения сельского поселения на 1 января 2006 года составляла 670 человек.

## История
Законом Самарской области от 30 апреля 2015 года № 38-ГД, сельские поселения Мордово-Ишуткино и Мордово-Аделяково преобразованы, путём их объединения, в сельское поселение Мордово-Ишуткино с административным центром в селе Мордово-Ишуткино.

## Административное устройство
В состав сельского поселения Мордово-Аделяково входили:
- село Мордово-Аделяково,
- посёлок Ивановка,
- посёлок Нижняя Алексеевка.